# 尉瑾
尉 瑾（うつ きん、生没年不詳）は、東魏・北斉の官僚・政治家。字は安仁。本貫は代郡。

## 経歴
北魏の肆州刺史の尉慶賓の子として生まれた。若くして明敏で学問を好み、官に入って直後をつとめた。司馬子如が東魏の政権に参画すると、尉瑾は司馬子如の外姪の皮氏を妻として迎えていたことから、中書舎人に抜擢された。武定3年（545年）、南朝梁に対する使者として立った。後に東平郡太守をつとめ、吏部郎中となった。武定7年（549年）、高澄が死去すると、尉瑾は鄴の北宮に入って高徳正とともに機密をつかさどった。北斉の天保年間、七兵尚書侍郎に転じた。乾明元年（560年）、常山王高演が政権を握ると、尉瑾は吏部尚書に任じられた。大寧元年（561年）、武成帝が即位すると、尉瑾は趙彦深・元文遙・和士開らと結んで、ともに重用された。天統2年（566年）1月、尚書右僕射に上った。後に病没した。
子の尉徳載が後を嗣ぎ、通直散騎侍郎の位を受けた。

## 人物・逸話
- 尉瑾の女性関係は乱れており、兄嫁の元氏と密通していた[5]。
- 尉瑾が南朝梁への使節をつとめたとき、梁の陳昭と面会した。陳昭は面会後ひそかに「この御仁は宰相となった後、3年と経たずに死ぬだろう」と語った。のちに陳昭は南朝陳の使節として北斉に来朝した。このとき尉瑾は尚書右僕射として威勢を振るっていたが、陳昭はまた「2年で死ぬだろう」と人に語り、そのとおりになった[16]。

## 伝記資料
- 『魏書』巻26 列伝第14
- 『北斉書』巻40 列伝第32
- 『北史』巻20 列伝第8